# Comarca da Terra Chá
A Terra Chá is een comarca van de Spaanse provincie Lugo. De hoofdstad is Vilalba, de oppervlakte 1822,75 km² en het heeft 47.697 inwoners (2003).

## Gemeenten
Abadín, Begonte, Castro de Rei, Cospeito, Guitiriz, Muras, A Pastoriza, Vilalba en Xermade.